# Климківці (Хмельницький район)
Климкі́вці — село в Україні, у Хмельницькому районі Хмельницької області. Населення становить 278 осіб. Орган місцевого самоврядування — Хмельницька міська рада.

## Населення

### Мова
Розподіл населення за рідною мовою за даними перепису 2001 року:
| Мова       | Кількість | Відсоток |
| ---------- | --------- | -------- |
| українська | 271       | 97.48%   |
| російська  | 7         | 2.52%    |
| Усього     | 278       | 100%     |